# Mića Popović
Miodrag « Mića » Popović, en serbe cyrillique Миодраг Мића Поповић (né à Loznica le 12 juin 1923 - mort à Belgrade le 22 décembre 1996) était un peintre et un réalisateur de films expérimentaux serbe. Il a été membre de l'Académie serbe des sciences et des arts (SANU). 

## Biographie
Mića Popović fit ses études secondaires à Belgrade, où il passa aussi la Seconde Guerre mondiale en vivant d'expédients. En 1946, il entra à l'Académie des Beaux-Arts de Belgrade, où il suivit les cours d'Ivan Tabaković. 
En 1947, en compagnie de Bata Mihajlović, Petar Omčikus, Mileta Andrejević, Ljubinka Jovanović, Kosara Bokšan et de Vera Božicković, il partit à Zadar et y forma le célèbre "groupe de Zadar". Le retour du groupe dans la capitale fut difficile car les autorités considéraient ses membres comme subversifs. Popović, lui, fut obligé de travailler en dehors de l'Académie, avec l'aide de Tabaković. Dans les années 1950, il a effectué plusieurs longs séjours en France. Mića Popović fut élu membre correspondant de l'Académie serbe des sciences et des arts en 1978 et membre de plein droit en 1985.
En tant que peintre, Mića Popović est surtout connu pour sa période « informelle » (1958-1968) et pour ses Peintures des Scènes (slikarstvo prizora) (à partir de 1968). Au nombre de ces scènes figure le célèbre 1er mai 1985 qui rappelle l'attaque d'un fermier du Kosovo nommé Đorđe Martinoviċ.  
Parmi ses œuvres peintes, on peut signaler le Grand paysage synthétique (1961), Fondation (1963), le Grand petit-déjeuner blanc (1970) ou Présence (1979). On peut encore remarquer la nature morte Pain (1988), par exemple.
Dans les années 1960, il a également réalisé des films. Deux d'entre eux, Čovek iz hrastove šume et Delije, furent interdits par la censure.  Il fait partie de la Vague noire yougoslave.

## Peinture: expositions principales
- 1950 : première exposition individuelle, Belgrade
- 1963 : Exposition Informelle, Belgrade
- 1971 : Exposition Peinture des Scènes, Belgrade
- 1974 : Exposition Peinture des Scènes, Belgrade (annulée avant l'ouverture)
- 1979 : Exposition Peinture des Scènes, Belgrade
- 1983 : Rétrospective, Académie serbe des sciences et des arts, Belgrade
- 2007 : Portraits et Scènes (rétrospective), Centre culturel de Serbie, Paris

## Ouvrages de Mića Popović
- Sudari i harmonije, (1954)
- U ateljeu pred noć, (1962)
- Velika ljubav Anice Huber (1999)

## Films de Popović
- 1963 : Čovek iz hrastove šume (sh), Avala film
- 1966 : Roj, Avala film
- 1967 : Kameni despot, Filmska radna zajednica
- 1969 : Delije, Kino klub, Beograd
- 1970 : Burduš, Avala film